# دوغ أنطوني
دوغ أنطوني (بالإنجليزية: Doug Anthony)‏ هو مهندس وسياسي أسترالي، ولد في 31 ديسمبر 1929 في أستراليا. حزبياً، نشط في الحزب الوطني الأسترالي.

## مناصب
- انتخب عضو مجلس الشورى البريطاني (23 يونيو 1971 – ).
- انتخب نائب رئيس وزراء أستراليا [الإنجليزية]‏ (12 نوفمبر 1975 – 11 مارس 1983).
- انتخب نائب رئيس وزراء أستراليا [الإنجليزية]‏ (5 فبراير 1971 – 5 ديسمبر 1972).
- انتخب عضو مجلس النواب الأسترالي عن دائرة ريتشموند [الإنجليزية]‏ (14 سبتمبر 1957 – 18 يناير 1984).